# لاشا دوالی
لاشا دوالی (گرجی: ლაშა დვალი؛ زادهٔ ۱۴ مهٔ ۱۹۹۵) بازیکن فوتبال اهل گرجستان است.
از باشگاه‌هایی که در آن بازی کرده است می‌توان به باشگاه فوتبال ردینگ، باشگاه فوتبال دویسبورگ، باشگاه فوتبال قاسم‌پاشا اسپور، باشگاه فوتبال اسکونتو، و باشگاه فوتبال شلاسک وروتسواف اشاره کرد.
وی همچنین در تیم‌های ملی فوتبال زیر ۲۱ سال گرجستان، و گرجستان بازی کرده است.